# لیندبلد (دهانه)
لیندبلد یک دهانه برخوردی در ماه‌ است.

## دهانه‌های اقماری
این دهانه ۳ دهانه اقماری دارد.
| Lindblad | عرض جغرافیایی | طول جغرافیایی | قطر          |
| -------- | ------------- | ------------- | ------------ |
| Y        | ۷۳.۰° N       | ۱۰۱.۲° W      | ۲۸.۰ کیلومتر |
| S        | ۶۹.۷° N       | ۱۰۴.۹° W      | ۲۵.۰ کیلومتر |
| F        | ۷۰.۶° N       | ۹۴.۳° W       | ۴۲.۰ کیلومتر |